# میلان راستیسلاو استفانیک
میلان راستیسلاو استفانیک (Milan Rastislav Štefánik ۲۱ ژوییه ۱۸۸۰–۴ مه ۱۹۱۹) سیاستمدار، ستاره‌شناس و نظامی اسلواک بود. در طول جنگ جهانی اول، او به‌طور همزمان به‌عنوان یک فرمانده ارشد در ارتش فرانسه و وزیر جنگ چکسلواکی خدمت کرد. او به عنوان یکی از اعضای برجسته شورای ملی چکسلواک (دولت مقاومت)، قاطعانه از حاکمیت چکسلواک حمایت کرد، درحالی‌که وضعیت مناطق چک‌نشین و اسلواک‌نشین تا اندکی پیش از فروپاشی امپراتوری اتریش-مجارستان در سال ۱۹۱۸ محل بحث بود.
شعار شخصی او «باور کن، عشق بورز، کار کن» (verit, milovat, pracovat) بود.